# Eric Grates park

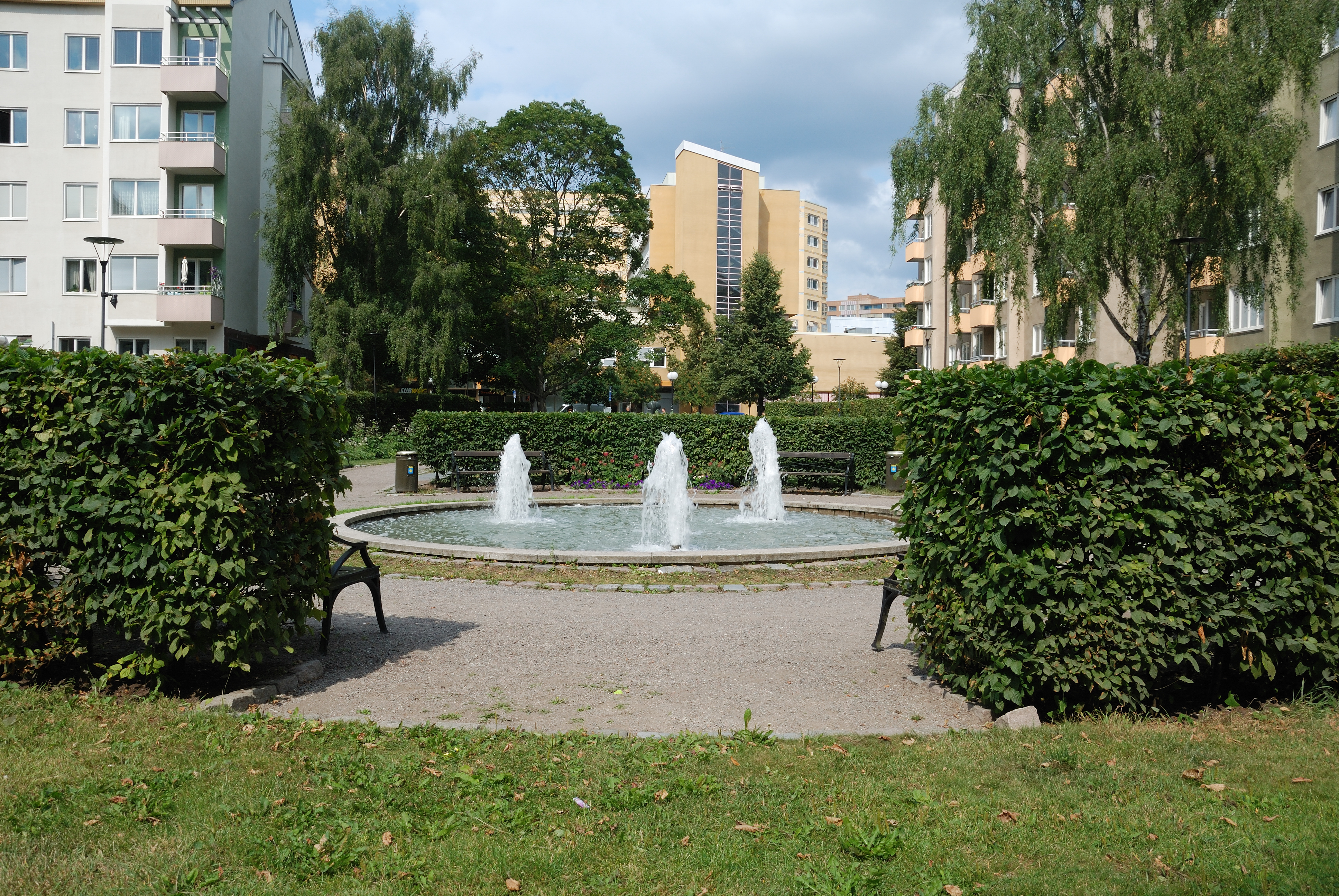
Eric Grates park i juni 2011.

Erik Grates park är en park belägen vid Centralvägen mittemot Solna centrum i stadsdelen Skytteholm i Solna kommun. Parken namngavs 1993 efter skulptören Eric Grate som tillbringade sina sista femton år i Solna. Parken innehåller idag (2011) tre skulpturer av Grate:
- Oberon. 1953-54, brons.
- Nike de Sant Andria. 1968, brons.
- Sparvguden. 1972-73, brons.

## Bilder

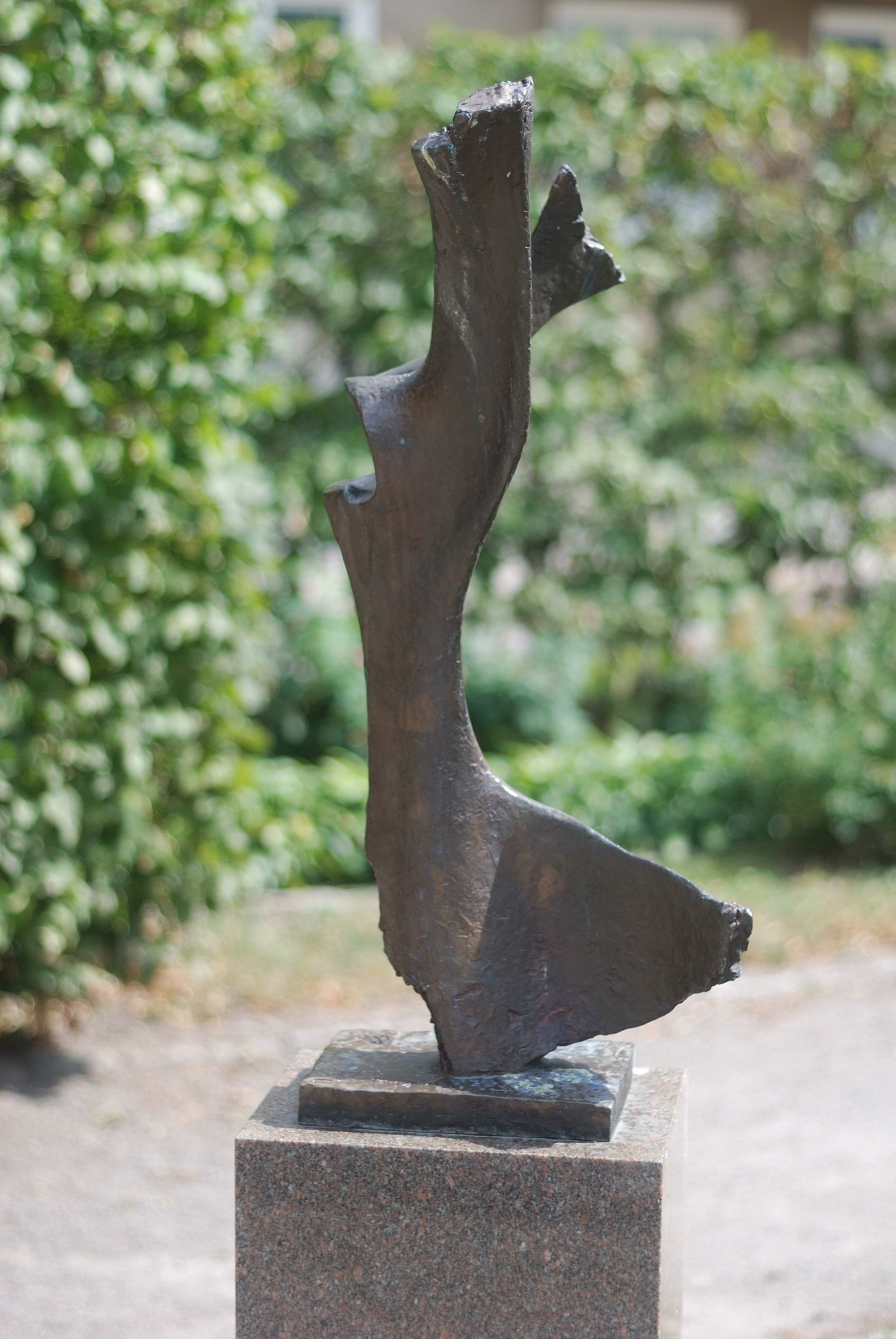
Nike de Sant Andria
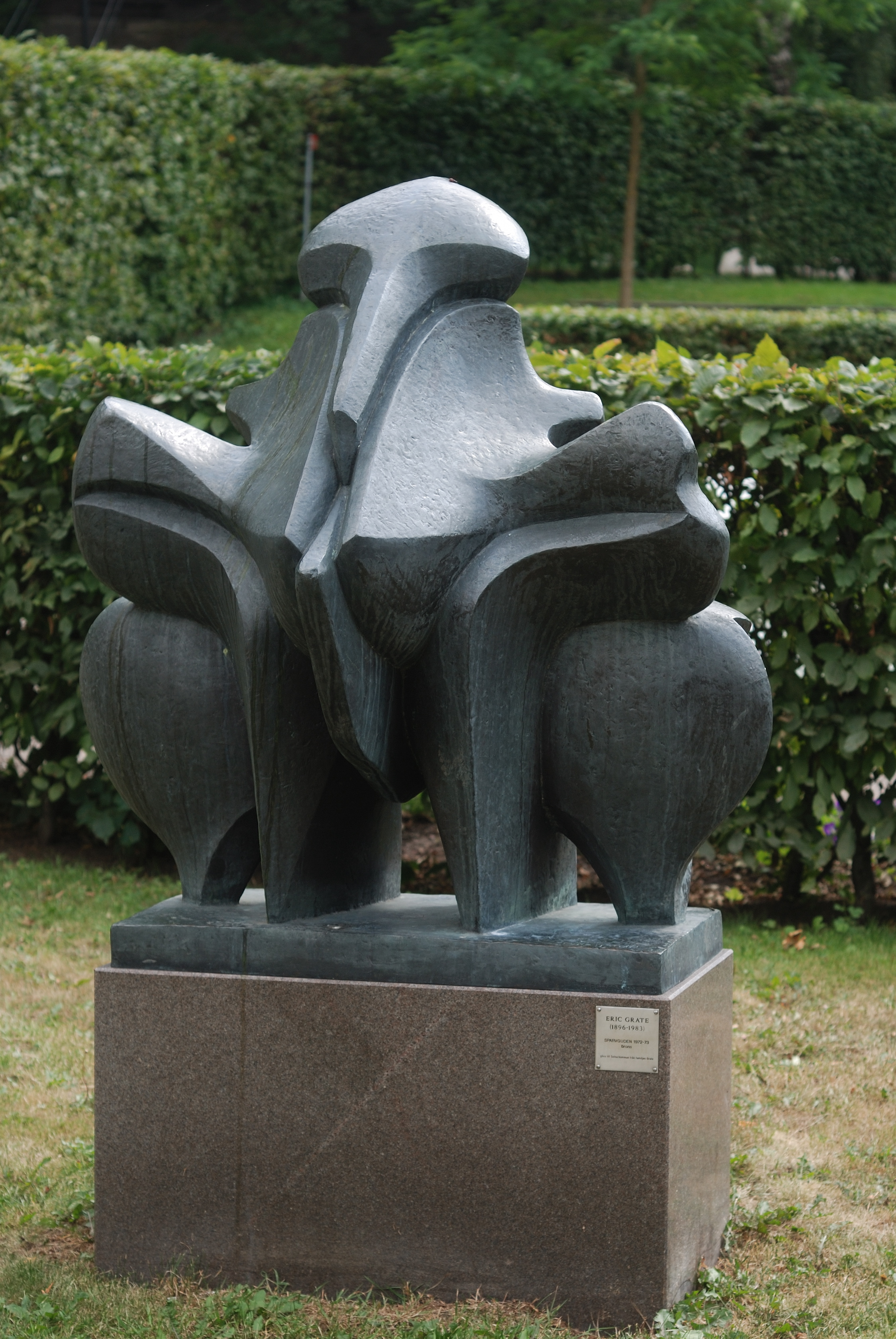
Sparvguden
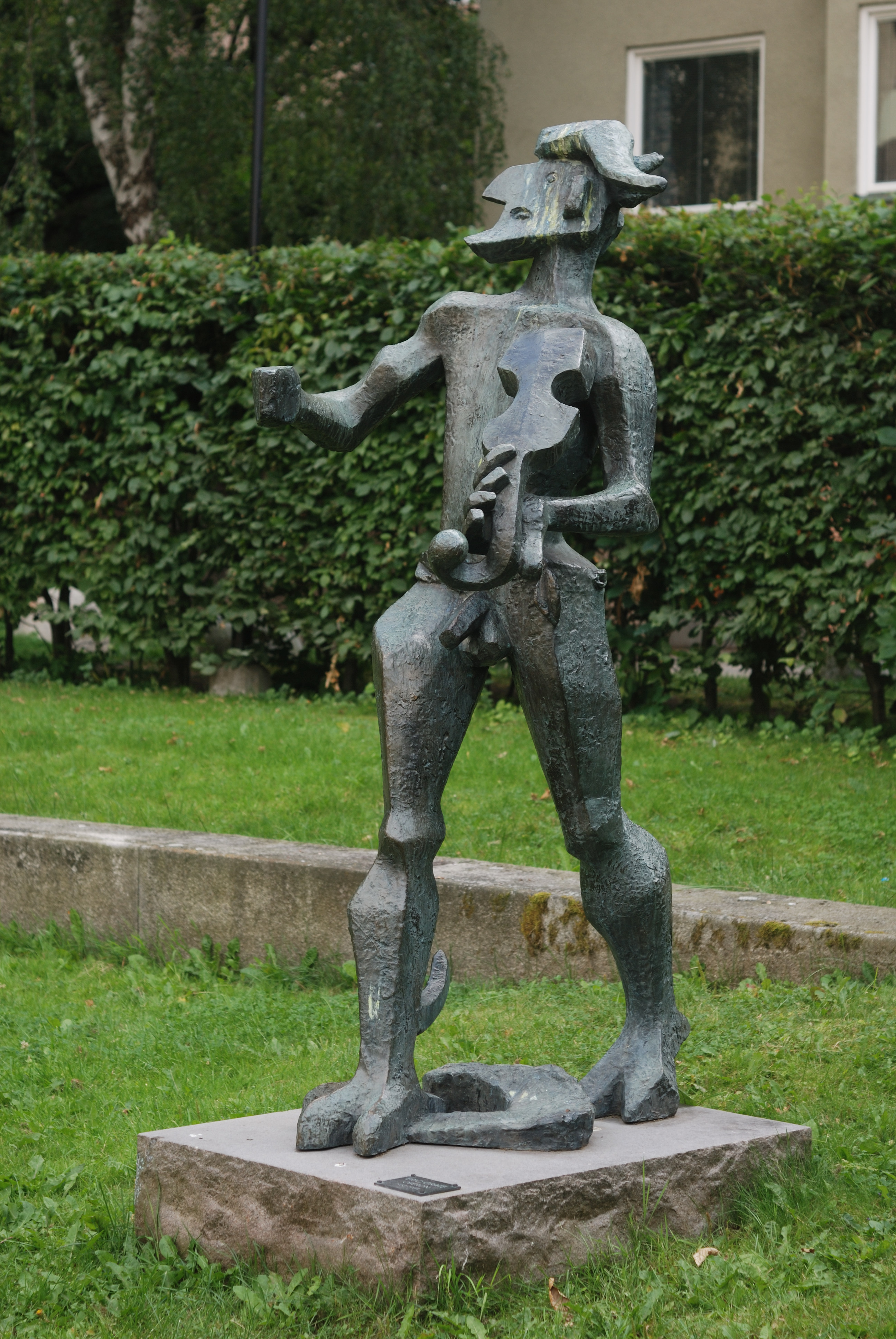
Oberon